# Andrej Alšan
Andrej Alšan (in russo Андрей Алшан?; Baku, 18 marzo 1960) è un ex schermidore sovietico, vincitore di una medaglia d'argento nella scherma ai giochi olimpici.